# Pseudorhynchus gigas
Pseudorhynchus gigas är en insektsart som beskrevs av Ludwig Redtenbacher 1891. Pseudorhynchus gigas ingår i släktet Pseudorhynchus och familjen vårtbitare. Inga underarter finns listade i Catalogue of Life.